# Philippe Lejeune (peintre)
Pour les articles homonymes, voir Philippe Lejeune et Lejeune.
Philippe Lejeune, né le 15 novembre 1924 à Montrouge et mort le 24 avril 2014 à Étampes, est un peintre français, fondateur de l'École d'Étampes.

## Biographie
Né d'un père juriste et d'une mère musicienne, Philippe Lejeune grandit dans un milieu bourgeois et fréquente le collège Stanislas à Paris.
Il est le frère aîné de Jérôme Lejeune (1926-1994), médecin, professeur de génétique, et de Rémy Lejeune (1932-1996), graveur.
En 1937, grâce à sa mère, c'est un habitué du musée du Louvre. En 1941, il rencontre Maurice Denis qui l'accepte aux ateliers d'art sacré de la place Furstenberg à Paris. Il profite des conseils de George Desvallières et devient l'élève de Jean Souverbie en 1943. Il obtient une bourse de voyage au prix national en 1948, puis séjourne en Océanie. En 1951, il épouse la romancière Geneviève Dormann ; de ce mariage naîtront trois filles. Le couple se sépare en 1956.
Pendant onze ans, et sans interrompre la peinture, il exécute les maquettes, cartons et peintures sur verre de vitraux et décore de nombreuses églises en Normandie et en Bretagne.
À partir de 1960, des contrats réguliers lui permettent de vivre de ses tableaux : Connaissance des Arts, la galerie de Paris, la galerie Durand-Ruel, la galerie Gorosane exposent ses œuvres.
En 1968, il voyage au Népal et séjourne en Inde. Il fonde l'école d'Étampes, un atelier municipal, en 1971 et ouvre un atelier de peinture et gravure en milieu carcéral à la maison d'arrêt de Fleury-Mérogis. En 1974, il est nommé « sur œuvres » conservateur du musée intercommunal d'Étampes.
Il expose régulièrement au Salon des artistes français où il obtient, en 1975, la médaille d'or. En 1983, la Fondation Taylor lui décerne le grand prix Baudry pour l'ensemble de son œuvre.
Il est nommé peintre de l'Armée de terre en 1995 et reçoit les insignes de chevalier de la Légion d'honneur en 2006.
De 1989 à 2010 il a dirigé une émission sur Radio Courtoisie.
De 1994 à ses dernières années, il expose ses œuvres à Paris régulièrement à la galerie Mouvances, place des Vosges et à la Galerie Ad Solem aux Batignolles.
En 1999, ses élèves de l'école d'Étampes et ses enfants fondent l'Association Les chercheurs d'art, afin de défendre et promouvoir son œuvre. Celle-ci devient Les Amis de Philippe Lejeune en 2018.
« Lejeune est le dernier des peintres de l'Occident ou le premier comme on voudra », écrivait le critique d'art Jean Bouret à son propos. L'académicien Marc Fumaroli rédige la préface du catalogue d'une exposition à la Galerie Ad Solem en 2013

## Œuvres

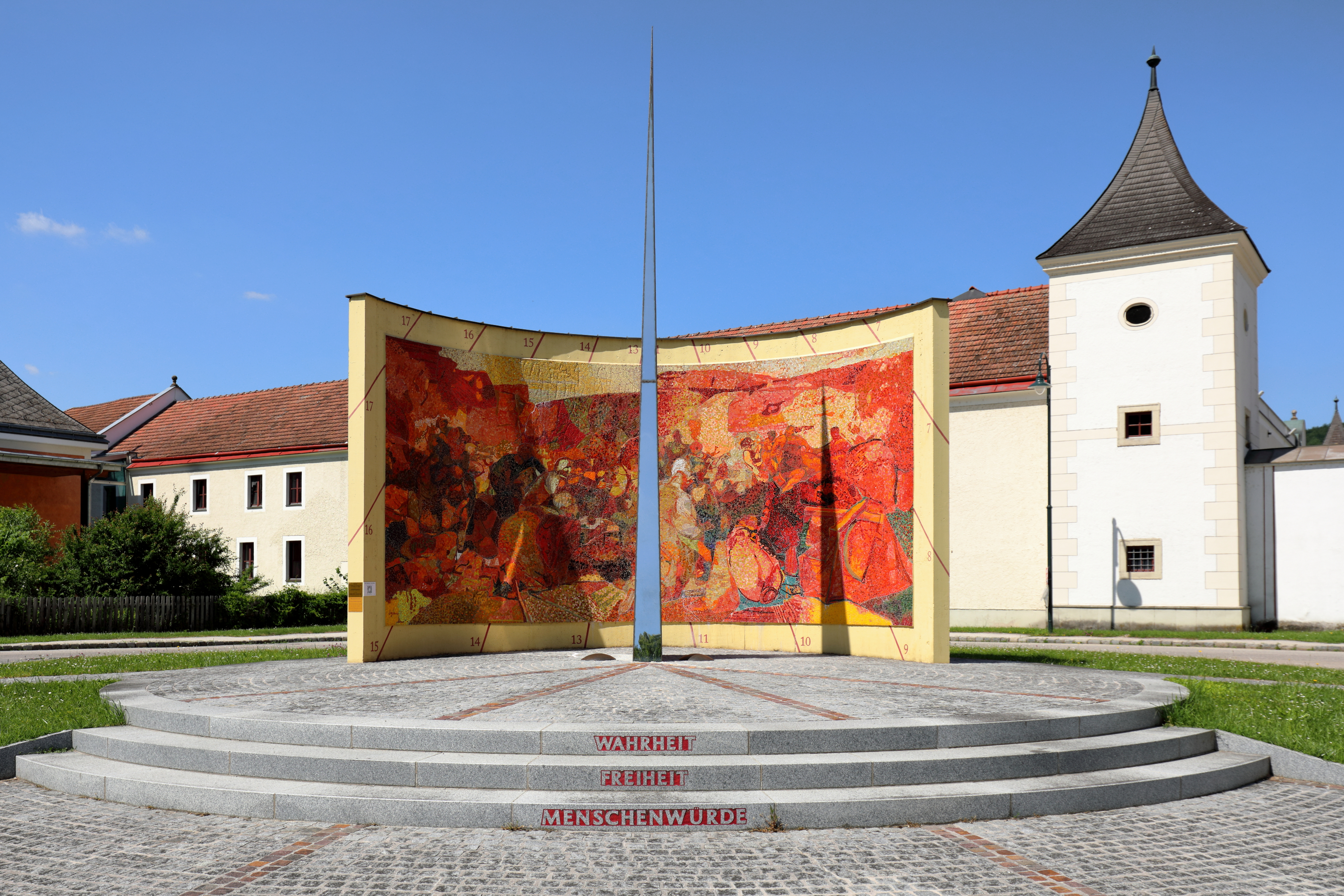
Tableau mosaïque „Epiphanie“ à Heiligenkreuz, Basse-Autriche (2009)

- Misereor super turbam, détrempe à la caséine, 1938.
- Job en Accusation, huile sur toile, 1940.
- Geneviève huile sur toile, 1950.
- La Sainte Famille, huile sur toile, 1950.
- Le Repas chez Simon, huile sur toile, 1950.
- La Déposition, huile sur toile, 1960.
- La Nativité, huile sur toile, 1960.
- La Sainte Famille, laque noire, 1960.
- Marie Madeleine, huile sur toile, 1960.
- Clémentine, huile sur panneau, 1970.
- L'Allégorie de la Foi, huile sur toile, 1970.
- La Femme adultère, huile sur toile, 1970.
- La tentation de Joseph, huile sur toile, 1970.
- Le Cénacle, huile sur toile, 1970.
- Le lieu du crime, huile sur bois, 1970.
- La Construction du Temple, huile sur toile, 1980.
- La Guérison à la Piscine, huile sur toile, 1980.
- La Mort de la Sainte Vierge, huile sur bois, 1980.
- La Nativité, huile sur toile, 1980.
- Saint Augustin à Hippone, huile sur toile, 1980.
- Les Chrétiens de Corinthe, huile sur toile, 1988.
- La Cène, huile sur toile, 1990.
- Melchisedec, huile sur bois, 1990.
- Saphire et Ananie, huile sur panneau, 1994.
- Autoportrait à Ischia, huile sur toile.
- Élie et Élisée, huile sur panneau.
- Jésus au milieu des docteurs, huile sur toile.
- Jésus chassant les marchands du Temple, huile sur toile.
- L'Acte des apôtres, huile sur toile.
- L'Adoration des bergers, huile sur bois.
- L'Annonce aux bergers, huile sur toile.
- L'Onction à Béthanie, icône à fond d'or, détrempe à l'œuf sur bois.
- La Condition des pécheurs, huile sur toile.
- La Descente de croix, huile sur toile.
- La Mission de saint Roch, vitrail.
- La Nuit obscure de saint Jean, huile sur panneau.
- La Réponse de la solitude, huile sur bois.
- La Résurrection, huile sur toile.
- La Résurrection de Lazare, huile sur toile.
- La Résurrection des morts en Beauce, huile sur toile.
- La Transverbération de sainte Thérèse, huile sur panneau.
- La Vocation des apôtres, huile sur bois.
- Le Droit d’asile, huile sur toile.
- Le Fils de Paul Gauguin, huile sur toile.
- Le Jardin des oliviers, huile sur toile.
- Le Lycée, huile sur bois.
- Le Martyre de saint Sébastien, huile sur panneau.
- Le Reniement de saint Pierre, huile sur bois.
- Le Sermon sur la montagne, huile sur bois.
- Le Songe de Jacob, huile sur bois.
- Les Docteurs de l’Église, huile sur bois.
- Les Filles de Lot, huile sur toile.
- Les Fils de Tubal Caïn, huile sur toile.
- Les Marchands du Temple, huile sur toile.
- Les Pères de l’Église, huile sur panneau.
- Portrait de Jean-Paul Dormann, huile sur toile.
- Portrait de ma mère, huile sur bois.
- Portrait de Rémy Lejeune, huile sur toile.
- Portrait de Sophie, huile sur bois.
- Tolle et lege, huile sur panneau.
- Un royaume pour ceux qui leur ressemblent, huile sur toile.

## Salons et expositions
- 1975 : Salon des artistes français.
- 1994 : galerie Mouvance, Paris.
- 2015 : Philippe Lejeune (1924-2014), collégiale Saint-André, Chartres.
- 2019: Philippe Lejeune, grandeur de l'imperceptible, Espace Richaud, Ville de Versailles.

## Récompenses et distinctions
- 1975 : médaille d'or au Salon des artistes français.
- 1982 : prix de l'Orangerie de Versailles.
- 1983 : grand prix Baudry de la Fondation Taylor pour l'ensemble de son œuvre.
- 1989 : médaille d'honneur du Salon des artistes français.
- 2006 : chevalier de la Légion d'honneur.

## Collections publiques
- Paris, musée de l'Armée.
- Boulogne-Billancourt, musée des Années Trente.

## Publications
- Conseils à un jeune peintre, Éditions de Paris, 2001.
- Carnets d'atelier de Philippe Lejeune, Éditions Mémoire vivante, 2002.
- La Vision Créatrice, Éditions Mémoire Vivante, 2002.
- Ut Iris, Éditions Mémoire Vivante, 2009.
- Rome unique objet, L'Éditeur, 2010.
- Philippe Lejeune, Éditions Charles Moreau, 2010.
- Rimbaud, Une saison en enfer, illustrations, Éditions Mémoire Vivante.
- Dialogue avec Franck Senaud sur le Portrait, 2002[3].